# Inogorodne-Malióvani
Inogorodne-Malióvani (del ruso: Иногородне-Малеваный) es un jútor del raión de Výselki del krai de Krasnodar, en Rusia. Está situado en la cabecera del Malióvana, afluente por la derecha del Beisuzhok Izquierdo, tributario del río Beisug, 4 km al sur de Vyselki y 73 km al nordeste de Krasnodar, la capital del krai. Tenía 672 habitantes en 2010
Pertenece al municipio Výselkovskoye.